# Linus Pingal Ekka
Linus Pingal Ekka (* 23. September 1961 in Chainpur, Jharkhand) ist ein indischer Geistlicher und römisch-katholischer Bischof von Gumla.

## Leben
Linus Pingal Ekka erwarb zunächst einen Master am St. Aloysius College in Jabalpur und anschließend das Lizenziat in Philosophie und Theologie an der Päpstlichen Universität Urbaniana. Am 20. Januar 1994 empfing er das Sakrament der Priesterweihe für das Bistum Gumla.
Nach der Priesterweihe war er zunächst in der Pfarrseelsorge und von 1995 bis 1997 sowie erneut von 1999 bis 2000 Rektor des Propädeutikums in Karondabera. Von 1997 bis 1999 studierte er erneut in Rom an der Urbaniana, an der er im Fach Kanonisches Recht promoviert wurde. Während seines Studienaufenthaltes in Italien war er zudem im Erzbistum Udine seelsorglich tätig. Von 2000 bis 2002 war er Gastprofessor und anschließend bis 2011 ordentlicher Professor am St. Albert’s Regional College in Ranchi sowie Direktor der philosophischen Abteilung. Von 2011 bis 2017 war er im Erzbistum Udine in Italien und war in Ampezzo als Pfarrvikar tätig. Von 2017 bis 2020 war er Kanzler der Diözesankurie von Gumla und Verantwortlicher für die kirchlichen Eheprozesse. Von 2019 bis 2020 war er Offizial des Bistums und Richter am Kirchengericht. Ab 2021 war er während der Sedisvakanz Diözesanadministrator des Bistums Gumla.
Papst Franziskus ernannte ihn am 30. November 2023 zum Bischof von Gumla. Der emeritierte Erzbischof von Ranchi, Felix Toppo SJ, spendete ihm am 12. Januar des folgenden Jahres auf dem Gelände der St.-Patrick-Kirche in Gumla die Bischofsweihe. Mitkonsekratoren waren der Bischof von Simdega, Vincent Barwa und der Bischof von Hazaribag, Jojo Anand.